# Hersilie Rouy
Pour les articles homonymes, voir Rouy (homonymie).
Hersilie Rouy, née à Milan le 14 avril 1814 et morte à Orléans le 27 septembre 1881, est une pianiste et compositrice française qui a subi un enfermement abusif en asile durant quinze ans. Retrouvant sa liberté en 1868, elle mena dès lors un combat contre les internements psychiatriques abusifs et pour la refonte de la loi des aliénés qui datait de 1838.

## Biographie
Hersilie Rouy, fille de Charles Rouy et d'Henriette Chevalier, est née à Milan le 14 avril 1814, dans un milieu aisé. Son père, ancien commerçant devenu astronome, est bigame. Il a épousé sa mère bien qu'étant déjà marié. Sa naissance, ainsi que celle de ses quatre frères et sœurs, est donc illégitime, à la différence de celle d'un demi-frère, Claude Daniel Rouy, issu du premier mariage, et unique enfant légitime. Elle est pianiste, professeur à Paris et Londres, et préceptrice dans des familles aristocratiques. Elle a jusqu'à ses 40 ans une vie animée et mondaine, tout en se préoccupant jusqu'en 1848, année de son décès, des vieux jours de son père. Elle disparaît tout à coup en septembre 1854 de son domicile parisien, au 19 rue de Penthièvre. Elle est en fait véritablement enlevée par un docteur de l'hôpital Lariboisière, par ailleurs auteur d'articles dans le quotidien La Presse dont Claude Daniel Rouy est administrateur. Ce médecin l'a placée d'office à un asile célèbre de la région parisienne, la maison impériale de Charenton. 
Cet enlèvement le 8 septembre 1854 la laisse, sur le moment, abasourdie : « Je ne sais ni par qui, ni comment, à travers des chemins dont je n'ai gardé aucun souvenir, tant l'émotion m'a envahie quand j'ai entendu la porte se fermer sur moi, et que je n'ai plus eu besoin de toute mon énergie pour paraître calme et pour répondre à cet inconnu, qui sans m'avoir ni vue ni interrogée, disposait de mon sort à son gré. Cet état, du reste, n'a duré, que le temps du trajet. Dès que je me suis arrêtée et trouvée dans un quartier clos de toutes parts, le sentiment de ma position m'est revenue; j'ai pu regarder autour de moi et me rendre compte de l'endroit où l'on m'avait menée. »
Au mépris de la loi du 30 juin 1838 sur les aliénés, elle est, sur instruction du médecin placeur, enregistrée sous le nom de Chevalier Hersilie (Chevalier est le patronyme de sa mère) et considérée comme née de parents inconnus, sans que cette identité soit vérifiée par les services de Charenton. Est-ce pour protéger l'anonymat et la renommée de son demi-frère, ou pour voiler davantage le rôle de ce demi-frère dans son placement d'office ? Il se trouve qu'elle est durant cette période en conflit avec ce demi-frère sur les droits de succession et que son internement permet à Claude Daniel Rouy de mettre la main sur l'objet de leur litige, l'héritage paternel,. 
À la suite des premiers examens, elle est cataloguée comme monomaniaque. Dans ce XIXe siècle, les idées reçues sur la faiblesse mentale des femmes sont fortes. À ces prédispositions supposées s'ajoutent dans le cas d'Hersilie Rouy son célibat (l'absence de relations sexuelles maritales étant alors considérée comme un facteur fragilisant), la pratique du spiritisme, la tension spécifique à son métier d'artiste, la fatigue nocturne des concerts, l'ambition et, pire encore, l'ambition déçue... . Le docteur Louis-Florentin Calmeil est l'auteur des premiers rapports et prescrit un traitement très en vogue à l'époque, l'hydrothérapie : « Il me prescrivit un bain d'une heure, ce qui est la preuve qu'il ne me trouvait pas trop folle, la folie se mesurant à la longueur du bain dans ces établissements ». Les cascades d'eau froide déversées sur la tête des patients sont censées avoir des vertus sédatives.

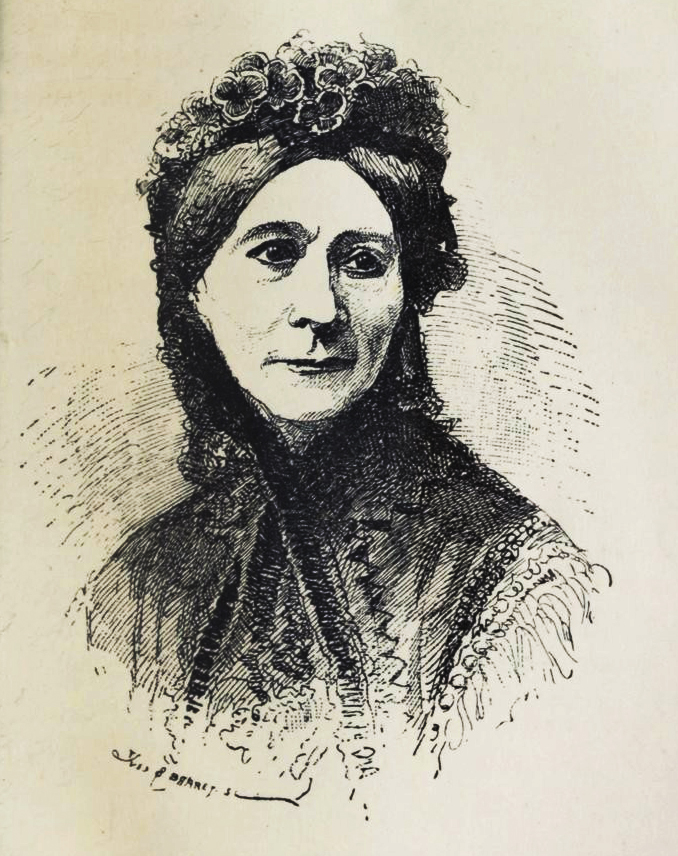
Hersilie Rouy plus âgée

Plus elle crie son véritable patronyme, plus elle réagit aux traitements qu’elle subit (hydrothérapie, enfermement en cellule aveugle, isolement, brimades, dénuement), plus elle écrit, pour dénoncer sa séquestration arbitraire et les ruses de son frère, au procureur impérial, au baron Haussmann, à l'impératrice Eugénie, etc., plus cette agitation et cette indocilité  inquiètent les médecins,.  Elle est confrontée aux plus grands aliénistes français de l'époque et est transférée en 1854 à la Salpêtrière après un rapide examen par Ernest-Charles Lasègue. Là, le diagnostic sur sa santé mentale s'aggrave : «folie lucide», folie d'orgueil, affirme Ulysse Trélat, qui y officie comme responsable de service. Le docteur Trélat s'emploie d'ailleurs, sans succès, à la convaincre de sa déraison, première étape selon lui pour pouvoir envisager une évolution positive. L'échec est total. Elle passe ensuite d'une « bastille » à une autre, séjournant successivement à Maréville, Auxerre et, en 1863, Orléans.
Dans ce dernier établissement, cependant, le médecin-chef, Edouard  Le Normand des Varannes, se donne le temps d'une période d'observation, pour finalement ne diagnostiquer strictement aucun trouble. Dans ces conditions, il ne voit pas de raison de la garder plus longtemps. Mais ce n'est pas si simple, de la sortir. Il attire l'attention du préfet et par ce préfet, de l'administration centrale. Un rapport au garde des Sceaux réclame pour Hersilie Rouy de meilleures conditions, dans un premier temps. Puis, au bout de cinq ans, en 1868, une attestation de guérison est officiellement délivrée. Le ministre de l'Intérieur reconnaît que des erreurs ont été commises, que les procédures n'ont pas été respectées, et que son placement en office ne reposait sur rien de sérieux, quelques rapports de voisin et quelques phrases du médecin ayant signé la demande de placement. La presse s'intéresse à cette « Affaire Rouy ». À l'occasion d'un concert, la pianiste joue Carl Maria von Weber, et se sent renaître à la vie. Hersilie Rouy engage dès lors un nouveau combat, pour une réforme de la loi de 1838 et contre les internements psychiatriques arbitraires. À la Chambre des députés, les parlementaires du département du Loiret sollicitent l'appui de Léon Gambetta. Le sujet doit être discuté en séance le 16 juillet 1870, mais le déclenchement du conflit avec l'Allemagne le relègue aux oubliettes. En 1874, des indemnités et  une pension annuelle lui sont accordées, ce qui ne la fait pas se taire. Elle décède pourtant en septembre 1881 d'une pneumonie. La loi de 1838 ne sera modifiée qu'à partir de 1990.

## Documents
|  |  |

## Principales publications

### Autobiographie éditée de manière posthume
- Mémoires d'une aliénée, édition Paul Ollendorf, Paris, 1883. 5 rééditions entre 1883 et 1998, édition originale sous la direction d'Édouard Le Normant des Varannes (il avait effectué une première édition en 1882 sous le pseudonyme d'Édouard Burton).

### Œuvres musicales
- Je crois encore au bonheur !, Paroles et musique d'Hersilie Rouy.
- Six valses brillantes.
- Les Adieux du marin !, Paroles et musique d'Hersilie Rouy.
- La jeune Bergère et le pèlerin ! Chansonnette..., paroles de Daria Rouy et musique d'Hersilie Rouy.
- Cours devant moi !, Paroles et musique d'Hersilie Rouy.
- Les Étoiles d'or. N° 2.  Florence, valse pour le piano, d'Hersilie Rouy.
- Les Étoiles d'or. N° 1. Renée, polka... pour le piano, d'Hersilie Rouy.